# تاملاكوت (أونزين)
تاملاكوت هو دُوَّار يقع بجماعة سيروا، إقليم وارزازات، جهة درعة تافيلات في المملكة المغربية. ينتمي الدوّار لمشيخة أونزين التي تضم 24 دوار. يقدر عدد سكان جماعة سيروا ب 8586حسب الإحصاء الرسمي للسكان والسكنى لسنة 2024.

تعديل : عبد الصمد مازين 2025

## روابط خارجية
- البوابة الوطنية للجماعات الترابية نسخة محفوظة 12 مارس 2018 على موقع واي باك مشين.
- المندوبية السامية للتخطيط